# Grimmia mairei
Grimmia mairei là một loài Rêu trong họ Grimmiaceae. Loài này được Cardot & Copp. mô tả khoa học đầu tiên năm 1911.